# Huis van Afgevaardigden (Berlijn)
Het Huis van Afgevaardigden (Duits: Abgeordnetenhaus von Berlin) is het parlement van de Duitse hoofdstad Berlijn. Omdat de stad Berlijn een zelfstandige deelstaat vormt, staat het Abgeordnetenhaus gelijk aan een Landdag. De Berlijnse volksvertegenwoordiging zetelt sinds 1993 in het gebouw van de Pruisische Landdag in Berlin-Mitte.
Het Abgeordnetenhaus vormt de wetgevende macht van de deelstaat Berlijn en verkiest de Regierender Bürgermeister, die aan het hoofd staat van de stadsregering (de senaat). Voordat de Berlijnse grondwet in 2006 gewijzigd werd, koos het Abgeordnetenhaus ook de overige leden van de Berlijnse regering (de senatoren), zij het op voordracht van de Regierender Bürgermeister. Sinds 2006 benoemt de Regierender Bürgermeister de senatoren zelfstandig.
Het functioneren van het Huis van Afgevaardigden is geregeld in de artikelen 38-54 van de Berlijnse Grondwet.

## Geschiedenis

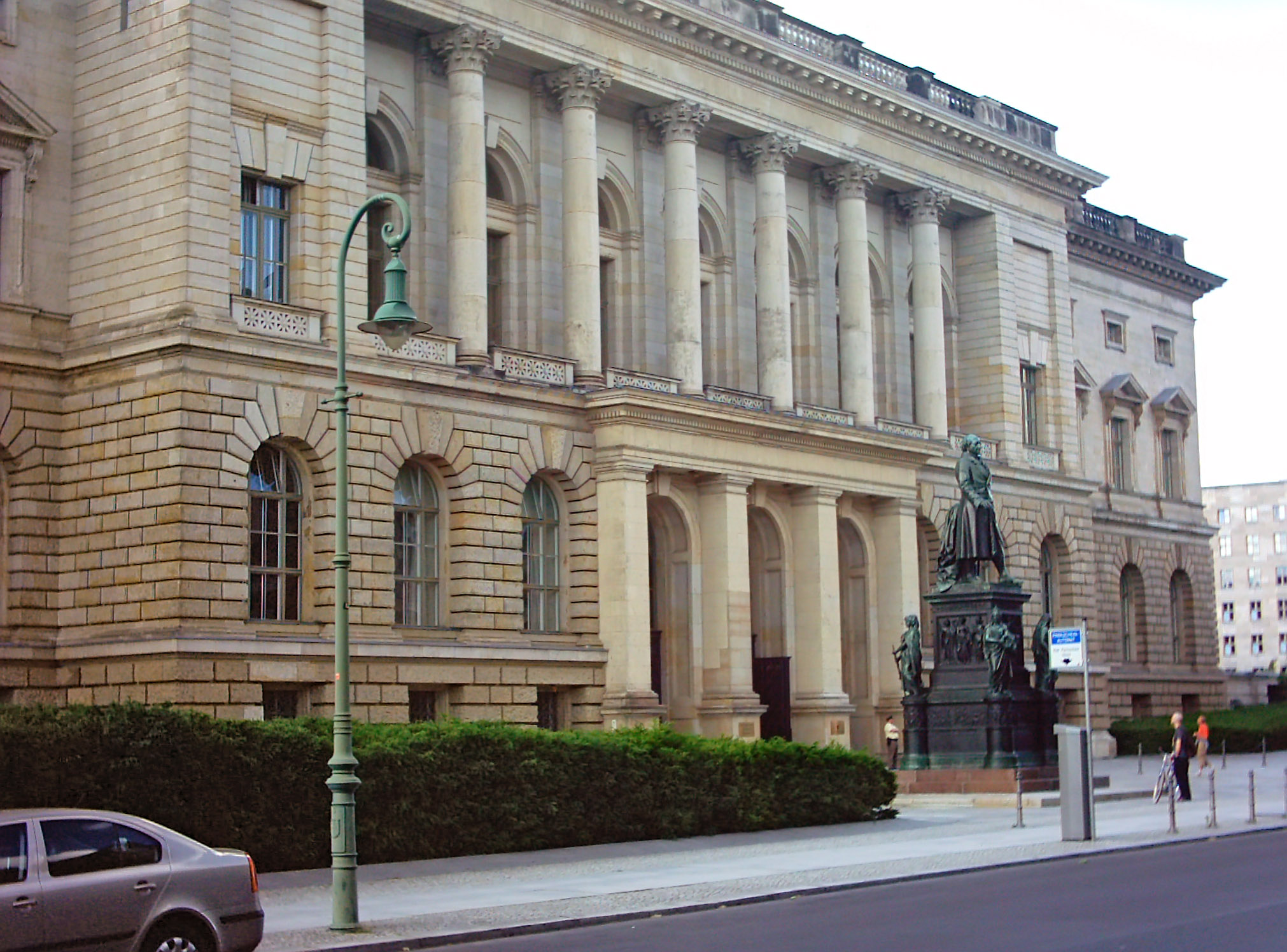
Preußischer Landtag, zetel van het Berlijnse parlement

In 1808 werd in de Pruisische stadsgemeenten zelfbestuur ingesteld en kreeg Berlijn een Stadtverordnetenversammlung (stadsafgevaardigdenvergadering). Met de vorming van Groot-Berlijn in 1920 werd de Duitse hoofdstad een zelfstandige deelstaat en trad de Stadtverordnetenversammlung von Groß-Berlin in functie als provincieparlement. In 1934 schaften de nazi's de volksvertegenwoordiging af; de Berlijnse Stadtverordnetenversammlung was op 12 november 1933 voor het laatst bijeengekomen.
Op 20 oktober 1946 vonden er weer verkiezingen voor het parlement plaats, maar reeds twee jaar later was de politieke splitsing van de stad een feit. In West-Berlijn werden hierom in 1948 opnieuw verkiezingen gehouden. In oktober 1950 trad de nieuwe West-Berlijnse grondwet in werking en werd het stadsparlement hernoemd tot Abgeordnetenhaus. In Oost-Berlijn bleef de volksvertegenwoordiging haar oude naam dragen.
Na de hereniging van Berlijn vonden op 2 december 1990 voor het eerst in 44 jaar weer verkiezingen voor het parlement van de gehele stad plaats. De uit West-Berlijn stammende naam Abgeordnetenhaus werd gehandhaafd. Het Rathaus Schöneberg, waar het (West-Berlijnse) parlement sinds 1949 had gezeteld, werd in 1993 verruild voor het gebouw van de Preußischer Landtag.

## Verkiezingen
Het Huis van Afgevaardigden wordt normaliter iedere vijf jaar door de bevolking van Berlijn gekozen. Het parlement telt steeds ten minste 130 leden, van wie 60% rechtstreeks gekozen wordt per kiesdistrict (Direktmandat) en 40% per kieslijst. Het aantal per lijst verkozenen kan hoger uitvallen door zogenaamde overhangmandaten. Er geldt een kiesdrempel van 5%.

### Zetelverdelingen (sinds 1990)
In dit overzicht worden de zetelverdelingen weergegeven zoals die bij de parlementsverkiezingen werden bepaald. De beige gekleurde vakken duiden de partijen aan die na de betreffende verkiezingen vertegenwoordigd waren in de regering van Berlijn.
| Partij ↓              | 1990 | 1995 | 1999 | 2001 | 2006 | 2011 | 2016 | 2021 | 2023 |
| --------------------- | ---- | ---- | ---- | ---- | ---- | ---- | ---- | ---- | ---- |
| SPD                   | 76   | 55   | 42   | 44   | 53   | 47   | 38   | 36   | 34   |
| CDU                   | 101  | 87   | 76   | 35   | 37   | 39   | 31   | 30   | 52   |
| PDS / Die Linke       | 23   | 34   | 33   | 33   | 23   | 19   | 27   | 24   | 22   |
| Bündnis 90/Die Grünen | 23   | 30   | 18   | 14   | 23   | 29   | 27   | 32   | 34   |
| FDP                   | 18   | -    | -    | 15   | 13   | -    | 12   | 12   | -    |
| AfD                   | -    | -    | -    | -    | -    | -    | 25   | 13   | 17   |
| Piratenpartij         | -    | -    | -    | -    | -    | 15   | -    | -    | -    |
| Zeteltotaal           | 241  | 206  | 169  | 141  | 149  | 149  | 160  | 147  | 159  |

## Parlementsvoorzitters
| Voorzitters van het Abgeordnetenhaus van (West-)Berlijn | Voorzitters van het Abgeordnetenhaus van (West-)Berlijn | Voorzitters van het Abgeordnetenhaus van (West-)Berlijn |
| Persoon                                                 | Periode                                                 | Partij                                                  |
| ------------------------------------------------------- | ------------------------------------------------------- | ------------------------------------------------------- |
| Otto Suhr                                               | 1951–1955                                               | SPD                                                     |
| Willy Brandt                                            | 1955–1957                                               | SPD                                                     |
| Kurt Landsberg                                          | 1957–1958                                               | SPD                                                     |
| Willy Henneberg                                         | 1958–1961                                               | SPD                                                     |
| Otto Friedrich Bach                                     | 1961–1967                                               | SPD                                                     |
| Walter Sickert                                          | 1967–1975                                               | SPD                                                     |
| Peter Lorenz                                            | 1975–1980                                               | CDU                                                     |
| Heinrich Lummer                                         | 1980–1981                                               | CDU                                                     |
| Peter Rebsch                                            | 1981–1989                                               | CDU                                                     |
| Jürgen Wohlrabe                                         | 1989–1991                                               | CDU                                                     |
| Hanna-Renate Laurien                                    | 1991–1995                                               | CDU                                                     |
| Herwig Haase                                            | 1995–1999                                               | CDU                                                     |
| Reinhard Führer                                         | 1999–2001                                               | CDU                                                     |
| Walter Momper                                           | 2001–2011                                               | SPD                                                     |
| Ralf Wieland                                            | 2011–2021                                               | SPD                                                     |
| Dennis Buchner                                          | 2021–2023                                               | SPD                                                     |
| Cornelia Seibeld                                        | sinds 2023                                              | CDU                                                     |